# Le Tao de la physique
Le Tao de la physique (sous-titre : une exploration des parallèles entre la physique moderne et le mysticisme oriental) est un livre du physicien Fritjof Capra, publié en 1975, et crédité par divers auteurs,, pour avoir initié le courant du mysticisme quantique. Il a été un best-seller aux États-Unis. Il a été publié en 43 éditions et traduit en 23 langues. 